# August Édouart
Augustin Amand Constant Fidel Édouart, né le 27 janvier 1789 à Dunkerque et mort le 14 décembre 1861 à Guînes, est un peintre et « silhouettiste » français du XIXe siècle.

## Biographie
Augustin Édouart épouse une demoiselle Vital.
Il dirige une manufacture de porcelaine à Saint-Yrieix-la-Perche de 1807 à 1809. Revenu à Paris, il devient inspecteur des fourrages aux Pays-Bas puis en Allemagne. Il dirige le ravitaillement des troupes assiégées dans Anvers en 1814.
Il s'établit avec sa famille à Londres en août 1814. Sans argent, il gagne sa vie d’abord en enseignant le français puis en fabriquant des bijoux ou tableaux en cheveux ou des portraits en cire. C’est parce que lors d’une conversation il voulut démontrer que la découpe à la main d’une silhouettes était plus rapide et plus réussie que celle réalisée à l’aide d’une machine qu’il se spécialisa dans cet art et acquit rapidement une certaine réputation auprès de notables.
Il imposera le terme de silhouette (les Anglais utilisaient alors le terme d’ombre, shade et expose à la Royal Academy en 1815-1816. En 1826, il s’installe à Bath.
Sa technique consistait à découper la silhouette dans un papier plié ce qui lui permettait de garder un double et il n’appréciait pas les coloris que portaient alors parfois les autres silhouettistes à la mode anglaise.
En 1830, il  rejoint Charles X à Édimbourg et réalise une série de 78 portraits de la cour en exil et de la famille royale conservée aujourd’hui à la BNF. Puis il passe une année en Irlande où il a une production intensive. Il y publie un traité sur l’Art de la silhouette en 1835 (A treaty on silhouette likeness).
En 1839, il se  rend aux États-Unis où il est considéré comme le fondateur de cet art dans ce pays. En 1849, il décide de rentrer en Europe mais la presque totalité de son œuvre fut perdue dans le naufrage de l’Oneida sur la côte de Jersey. Dans le naufrage, seuls quatorze des albums où Édouart conservait les doubles de ses silhouettes furent sauvés (environ 9 000 sur 200 000). Il les donna à la famille Lukis qui le recueillit après le naufrage et prit soin de lui pendant des mois. En 1911, Mrs F. Nevill Jackson fit paraître dans la presse des avis pour acheter des silhouettes, elle fut contactée par la famille Lukis à qui elle acheta les précieux classeurs. Elle replaça les silhouettes sur de nouveaux fonds et découvrit qu'Édouart avait noté au dos de chaque silhouette le nom du modèle et la date de réalisation. Elle vendit à un Américain nommé Vernay les albums avec les silhouettes américaine qui les revendit au cours d'une vente aux enchères qui dura trois semaines.
Il s’installe à Guînes où il meurt le 14 décembre 1861 sans avoir repris sa production.
Il réalise les silhouettes de nombreuses célébrités de l’époque notamment des présidents des États-Unis qui sont aujourd’hui très recherchées par les collectionneurs britanniques et américains.

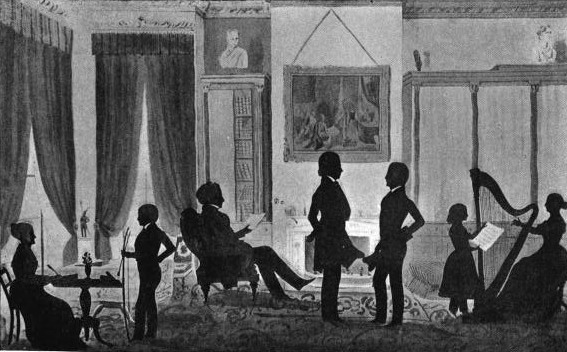
Jane AbbottLawrence ParkSt Boston

## Pour approfondir